# Осока Ляхеналя
Осока Ляхеналя, осока Лахеналя (Carex lachenalii) — вид багаторічних кореневищних трав'янистих рослин родини осокові (Cyperaceae).

## Опис
Кореневища короткі. Стебла запушені, до 20 (30) см, із закругленими кутами, при основі зі світло-бурими піхвами. Листки сіро-зелені, плоскі, 1–2 мм завширшки, коротші стебел. Суцвіття щільне, головчасте, складається з 3–5 зближених колосків (верхні квітки в колоску жіночі, нижні — чоловічі), 0,7–1,2 см завдовжки. Мішечки яйцеподібні, бурувато-зелені, 2.5–3.3 мм, з дзьобом 0.5–0.8 мм. Приймочок 2. Сім'янки від світло-коричневого до середньо-коричневого, еліптичні, 1,2–1,5 × 1 мм, від матових до злегка глянсових. 2n = 58, 62, 64. Розмножується насінням і вегетативно.

## Поширення
Це біполярний бореальний вид, поширений у помірному й субарктичному поясах у північній півкулі й у Новій Зеландії. Поширення набагато ширше в північній півкулі, де вид, імовірно, виник. Цей вид трапляється в арктичній і альпійській тундрі, луках, лукопасовищних угіддях, ярах, пустках, нерівних схилах, моренах, а також у різних прибережних і водно-болотних формаціях, як от торфовища, болота, моховиті береги струмків і озер. Доступний для продажу для ролі критої декоративної рослини.
В Україні трапляється у Карпатах, в альпійському поясі Чорногори та Свидівця. Адм. регіони: Ів, Зк. Природоохоронний статус виду: Зникаючий. Охороняють в Карпатському БЗ та Карпатському НПП.